# Koutské a Zábřežské louky
Koutské a Zábřežské louky je přírodní rezervace v západním sousedství Zábřehu, místní části města Dolní Benešov v okrese Opava v Moravskoslezském kraji. Oblast spravuje Agentura ochrany přírody a krajiny ČR.

## Další informace
Důvodem ochrany je komplex mokřadních luk, rozptýlené zeleně a luhů se zbytky mrtvých ramen a periodicky zaplavovaných tůní v nivě řeky Opavy, mokřadní ekosystémy s výskytem zvláště chráněných druhů živočichů a rostlin, hnízdiště ptačích druhů.
Z významných rostlin se v rezervaci vyskytuje stulík žlutý (Nuphar lutea), který vytváří porosty na slepých ramenech řeky Opavy. Některé exempláře tvoří i terestrická stádia. Další významnou rostlinou rezervace je šmel okoličnatý (Butomus umbellatus), který vykvétá na březích řeky Opavy, zvláště pak v oblasti slepých ramen řeky Opavy nedaleko začátku rezervace (nedaleko Kravař).
V dnešní době je z lokality ještě uváděn prstnatec májový (Dactylorhiza majalis), kruštík polabský (Epipactis albensis), vrbina kytkokvětá (Lysimachia thyrsiflora), starček poříční (Senecio sarracenicus), vachta trojlistá (Menyanthes trifoliata), hadilka obecná (Ophioglossum vulgatum), žebratka bahenní (Hottonia palustris) a vrba rozmarýnolistá (Salix rosmarinifolia). Tyto druhy ovšem mizí a při inventarizačním průzkumu lokality z roku 2011 nebyly některé z nich prokázány – konkrétně se nepodařilo nalézt prstnatec májový (Dactylorhiza majalis), kruštík polabský (Epipactis albensis), vachtu trojlistou (Menyanthes trifoliata) a hadilku obecnou (Ophioglossum vulgatum). Ostatní druhy (vrbina kytkokvětá, starček poříční, žebratka bahenní) pak byly v rezervaci prokázány, a to alespoň v minimálním množství.
Lokalitou vede naučná stezka Koutské a Zabřežské louky.

## Galerie

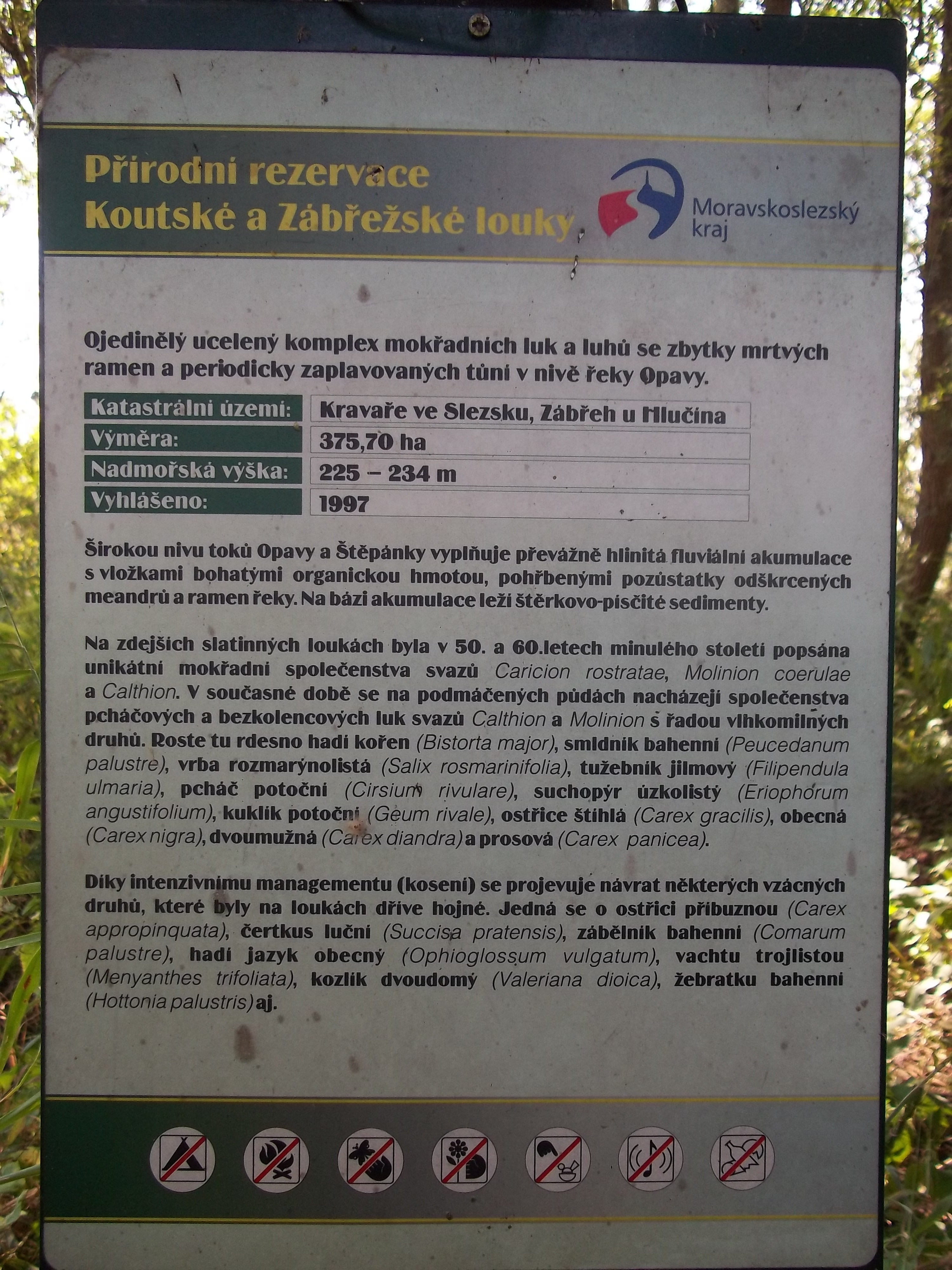
PR Koutské a Zábřežské louky
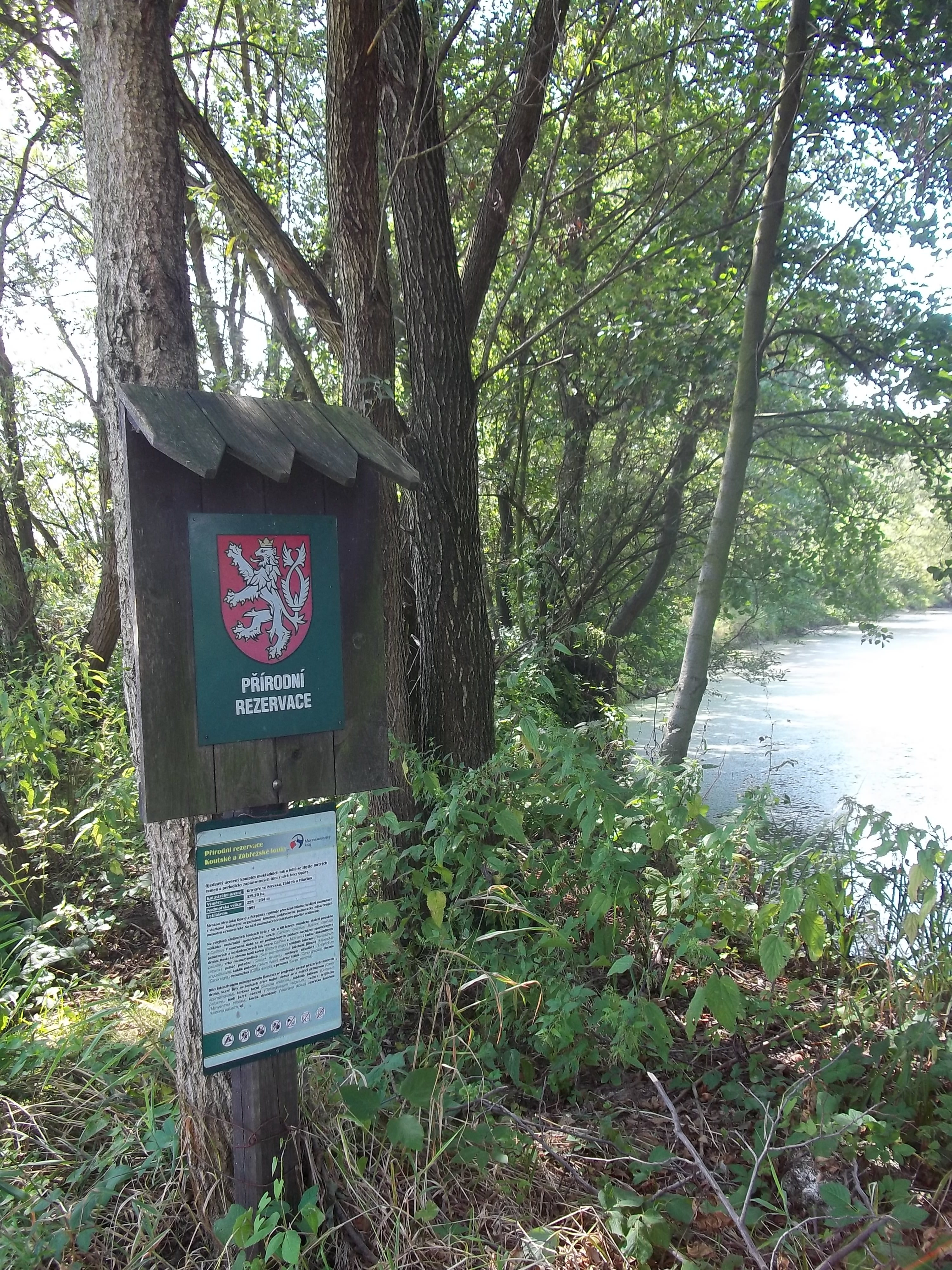
PR Koutské a Zábřežské louky
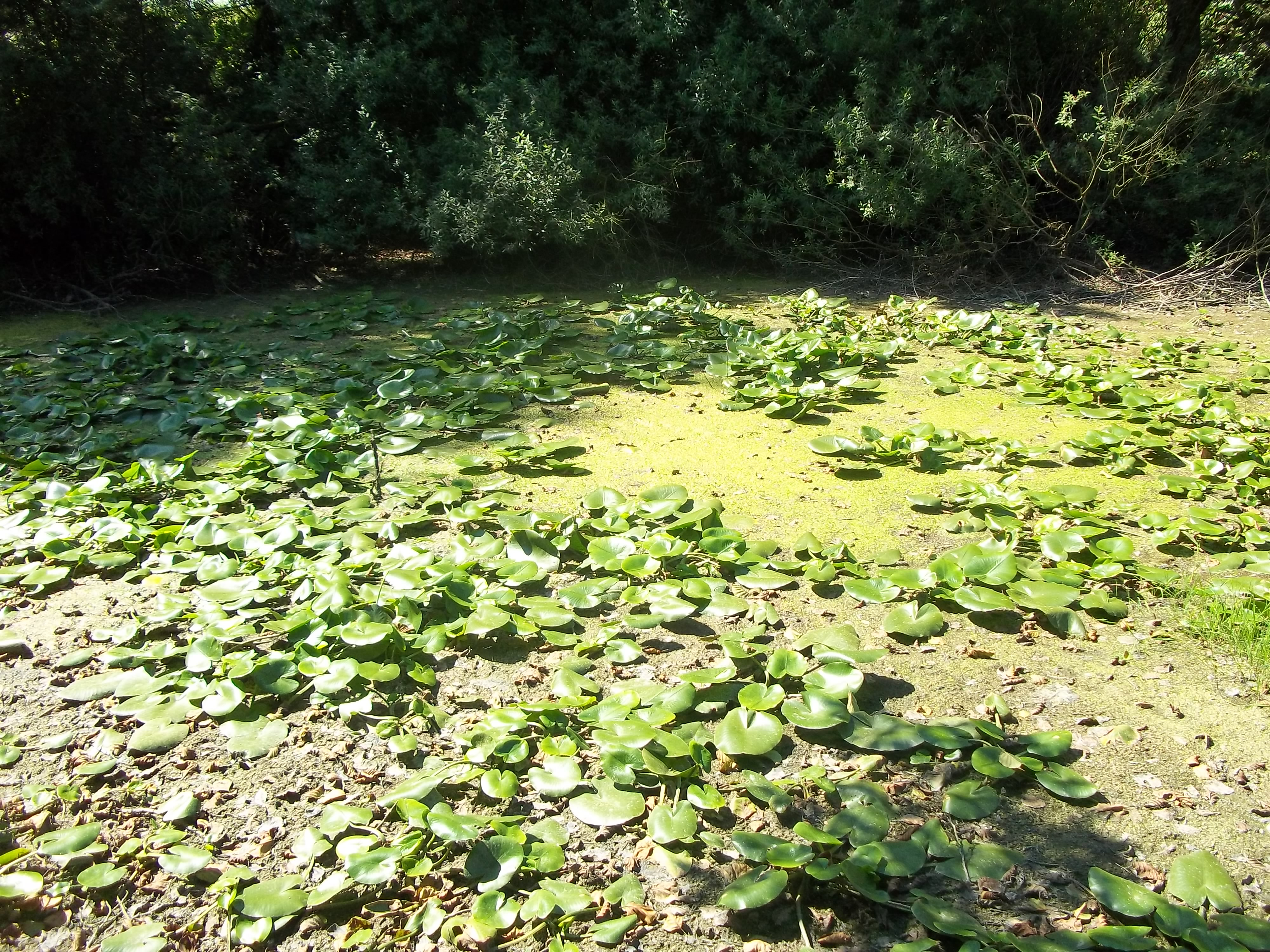
PR Koutské a Zábřežské louky
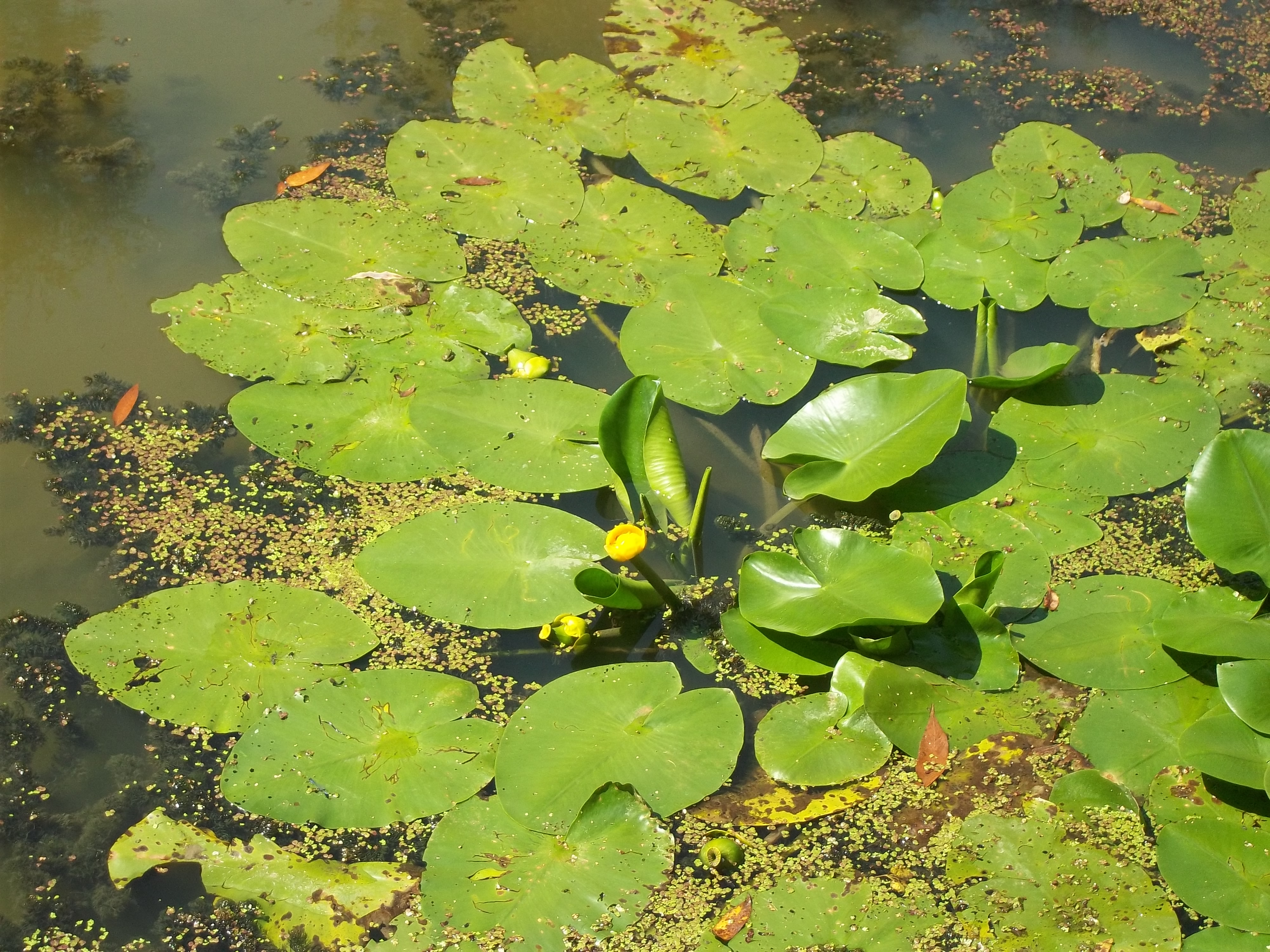
PR Koutské a Zábřežské louky
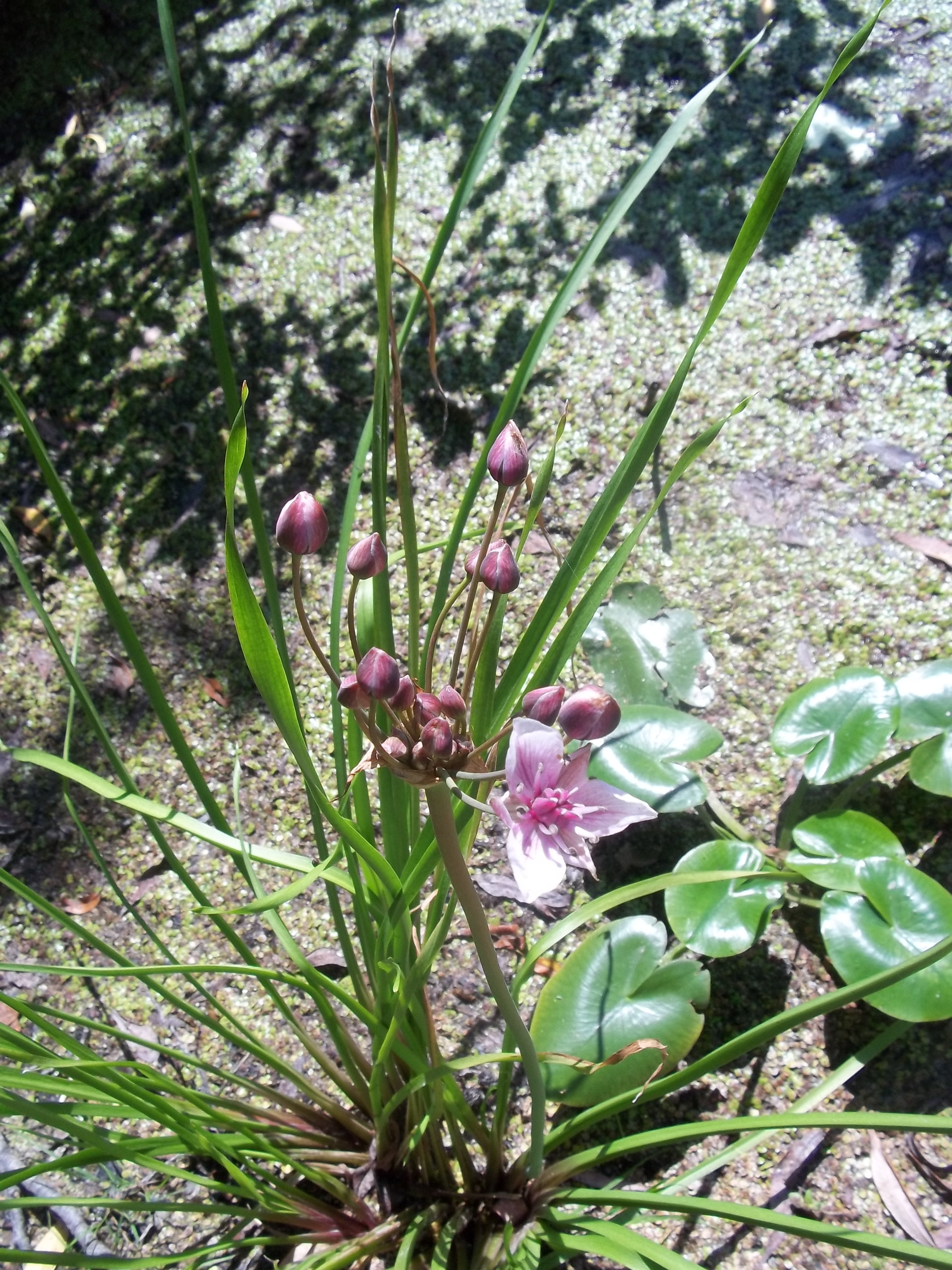
PR Koutské a Zábřežské louky
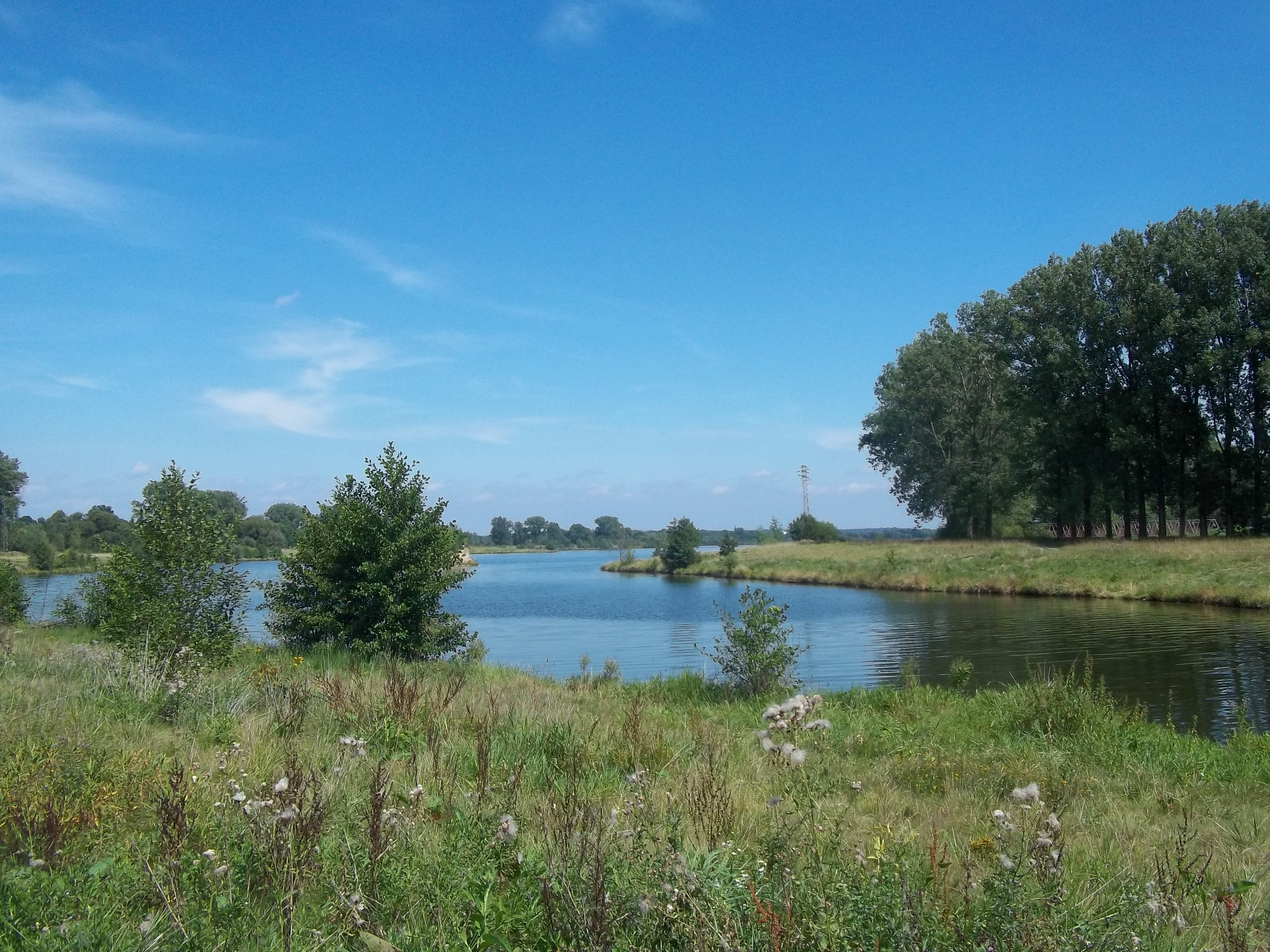
PR Koutské a Zábřežské louky